# Chamarac
Chamaret és un municipi francès situat al departament de la Droma i a la regió d'Alvèrnia-Roine-Alps. L'any 2007 tenia 538 habitants.

## Demografia

### Població
El 2007 la població de fet de Chamaret era de 538 persones. Hi havia 246 famílies de les quals 80 eren unipersonals (36 homes vivint sols i 44 dones vivint soles), 91 parelles sense fills, 67 parelles amb fills i 8 famílies monoparentals amb fills.
La població ha evolucionat segons el següent gràfic:
Habitants censats

### Habitatges
El 2007 hi havia 350 habitatges, 246 eren l'habitatge principal de la família, 90 eren segones residències i 14 estaven desocupats. 309 eren cases i 37 eren apartaments. Dels 246 habitatges principals, 167 estaven ocupats pels seus propietaris, 67 estaven llogats i ocupats pels llogaters i 12 estaven cedits a títol gratuït; 4 tenien una cambra, 15 en tenien dues, 44 en tenien tres, 66 en tenien quatre i 118 en tenien cinc o més. 165 habitatges disposaven pel capbaix d'una plaça de pàrquing. A 113 habitatges hi havia un automòbil i a 113 n'hi havia dos o més.

### Piràmide de població
La piràmide de població per edats i sexe el 2009 era:
| Homes | Edats   | Dones |
| ----- | ------- | ----- |
| 0     | 95 o +  | 0     |
| 0     | 90 a 94 | 0     |
| 0     | 85 a 89 | 4     |
| 0     | 80 a 84 | 4     |
| 8     | 75 a 79 | 16    |
| 8     | 70 a 74 | 8     |
| 8     | 65 a 69 | 12    |
| 20    | 60 a 64 | 20    |
| 8     | 55 a 59 | 24    |
| 24    | 50 a 54 | 16    |
| 24    | 45 a 49 | 36    |
| 28    | 40 a 44 | 16    |
| 8     | 35 a 39 | 12    |
| 8     | 30 a 34 | 4     |
| 16    | 25 a 29 | 12    |
| 20    | 20 a 24 | 0     |
| 32    | 15 a 19 | 28    |
| 12    | 10 a 14 | 12    |
| 16    | 5 a 9   | 8     |
| 8     | 0 a 4   | 8     |

## Economia
El 2007 la població en edat de treballar era de 354 persones, 243 eren actives i 111 eren inactives. De les 243 persones actives 218 estaven ocupades (119 homes i 99 dones) i 25 estaven aturades (9 homes i 16 dones). De les 111 persones inactives 50 estaven jubilades, 28 estaven estudiant i 33 estaven classificades com a «altres inactius».

### Ingressos
El 2009 a Chamaret hi havia 235 unitats fiscals que integraven 534,5 persones, la mediana anual d'ingressos fiscals per persona era de 17.527 €.

### Activitats econòmiques
Dels 34 establiments que hi havia el 2007, 1 era d'una empresa alimentària, 1 d'una empresa de fabricació d'altres productes industrials, 8 d'empreses de construcció, 10 d'empreses de comerç i reparació d'automòbils, 1 d'una empresa de transport, 3 d'empreses d'hostatgeria i restauració, 1 d'una empresa financera, 2 d'empreses immobiliàries, 3 d'empreses de serveis, 1 d'una entitat de l'administració pública i 3 d'empreses classificades com a «altres activitats de serveis».
Dels 10 establiments de servei als particulars que hi havia el 2009, 1 era un taller de reparació d'automòbils i de material agrícola, 3 paletes, 1 guixaire pintor, 1 fusteria, 1 lampisteria, 2 electricistes i 1 agència immobiliària.
Dels 3 establiments comercials que hi havia el 2009, 1 era una gran superfície de material de bricolatge, 1 una botiga de menys de 120 m² i 1 una fleca.
L'any 2000 a Chamaret hi havia 18 explotacions agrícoles que ocupaven un total de 261 hectàrees.

## Equipaments sanitaris i escolars
El 2009 hi havia una escola elemental integrada dins d'un grup escolar amb les comunes properes formant una escola dispersa.

## Poblacions més properes
El següent diagrama mostra les poblacions més properes.